# Placówka Straży Granicznej we Włodawie
Placówka Straży Granicznej we Włodawie imienia gen. Nikodema Sulika – graniczna jednostka organizacyjna Straży Granicznej realizująca zadania w ochronie granicy państwowej z Republiką Białorusi i Ukrainą.

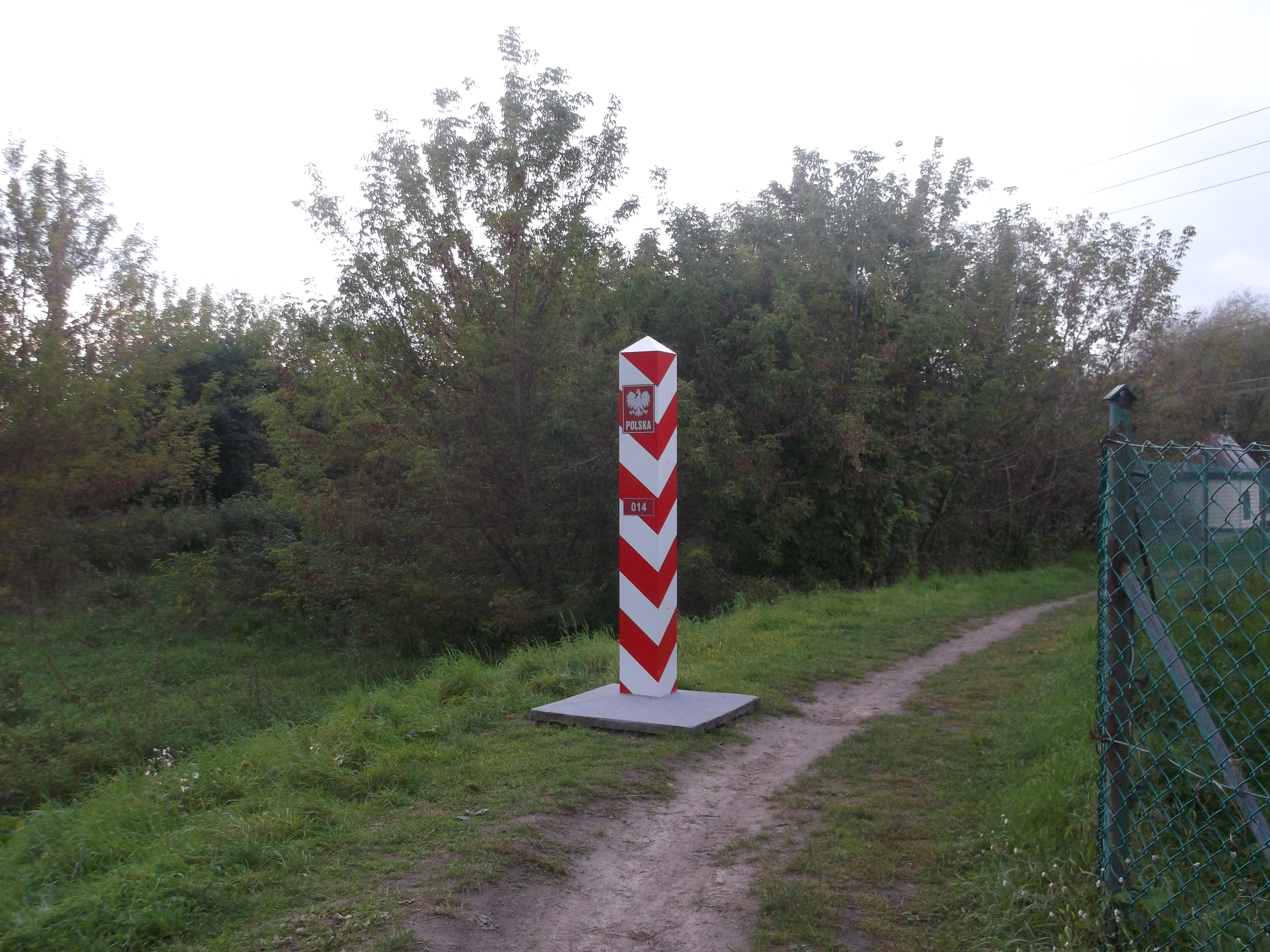
Granica polsko-białoruska, znak gran. nr 014 we Włodawie

## Formowanie i zmiany organizacyjne
Placówka Straży Granicznej we Włodawie (PSG we Włodawie) z siedzibą we Włodawie, została powołana 24 sierpnia 2005 roku Ustawą z 22 kwietnia 2005 roku O zmianie ustawy o Straży Granicznej..., w strukturach Nadbużańskiego Oddziału Straży Granicznej w Chełmie z przemianowania dotychczas funkcjonującej Strażnicy Straży Granicznej we Włodawie im. gen. Nikodema Sulika (Strażnica SG we Włodawie). Znacznie rozszerzono także uprawnienia komendantów, m.in. w zakresie działań podejmowanych wobec cudzoziemców przebywających na terytorium RP.
Z końcem 2005 roku odeszli ze służby ostatni funkcjonariusze służby kandydackiej. Było to możliwe dzięki intensywnie realizowanemu programowi uzawodowienia, w ramach którego w latach 2001–2006 przyjęto do NOSG 1280 funkcjonariuszy służby przygotowawczej.
16 września 2010 roku dzięki funduszom norweskim i EOG zmodernizowano i rozbudowano budynek placówki we Włodawie. Dzięki temu, powierzchnia użytkowa budynku administracyjnego wzrosła z 435 do 2 350 m². Wybudowano też budynek techniczny, a także rozbudowano i zmodernizowano budynek garażowy. Modernizacja placówki zapewniła właściwe warunki funkcjonalno–użytkowe dla osób pełniących służbę oraz niezbędne zaplecze do przechowywania sprzętu i dokumentów. Wykonano niezbędną infrastrukturę kompleksu placówki tj.: ogrodzenia, tor ćwiczeń dla psów, uzbrojono teren w sieci i przyłącze gwarantujące zaopatrzenie w wodę, energię elektryczną oraz energię cieplną. Nowością było w pełni nowoczesny system dozorowy, monitoringu, oraz czujniki ruchu. Jest też ekologiczna myjnia pojazdów służbowych oraz pomieszczenia garażowe wyposażone w system redukcji spalin. Poza modernizacją placówki, zakupiono 17 pojazdów służbowych, m.in.: samochody patrolowo–terenowe, motocykle, skuter śnieżny, łódź patrolową itp. Zmodernizowane obiekty PSG we Włodawie, to przedostatnia inwestycja związana z uszczelnianiem zewnętrznej granicy Unii Europejskiej na obszarze służbowej odpowiedzialności Nadbużańskiego Oddziału Straży Granicznej.
16 września 2010 roku i 31 grudnia 2010 roku w placówce służbę pełniło 42 funkcjonariuszy.

## Ochrona granicy
PSG we Włodawie ochrania wyłącznie odcinek granicy rzecznej z Republiką Białorusi przebiegającą środkiem koryta rzeki granicznej Bug.
W związku z sytuacją na granicy polsko-białoruskiej związaną z masową nielegalną migracją do Polski, od listopada 2021 roku Straż Graniczna rozpoczęła budowę zasieków z drutu kolczastego na całym odcinku rzecznym graniczącym z Białorusią w tym na odcinku PSG we Włodawie. Zasieki concertina postawione zostały tuż przy linii brzegowej.

### Terytorialny zasięg działania
Stan z 1 września 2021
- Od znaku granicznego nr 025, poprzez trójstyk[b] RP, RB, UA, do znaku granicznego nr 1079.

- Linia rozgraniczenia z:

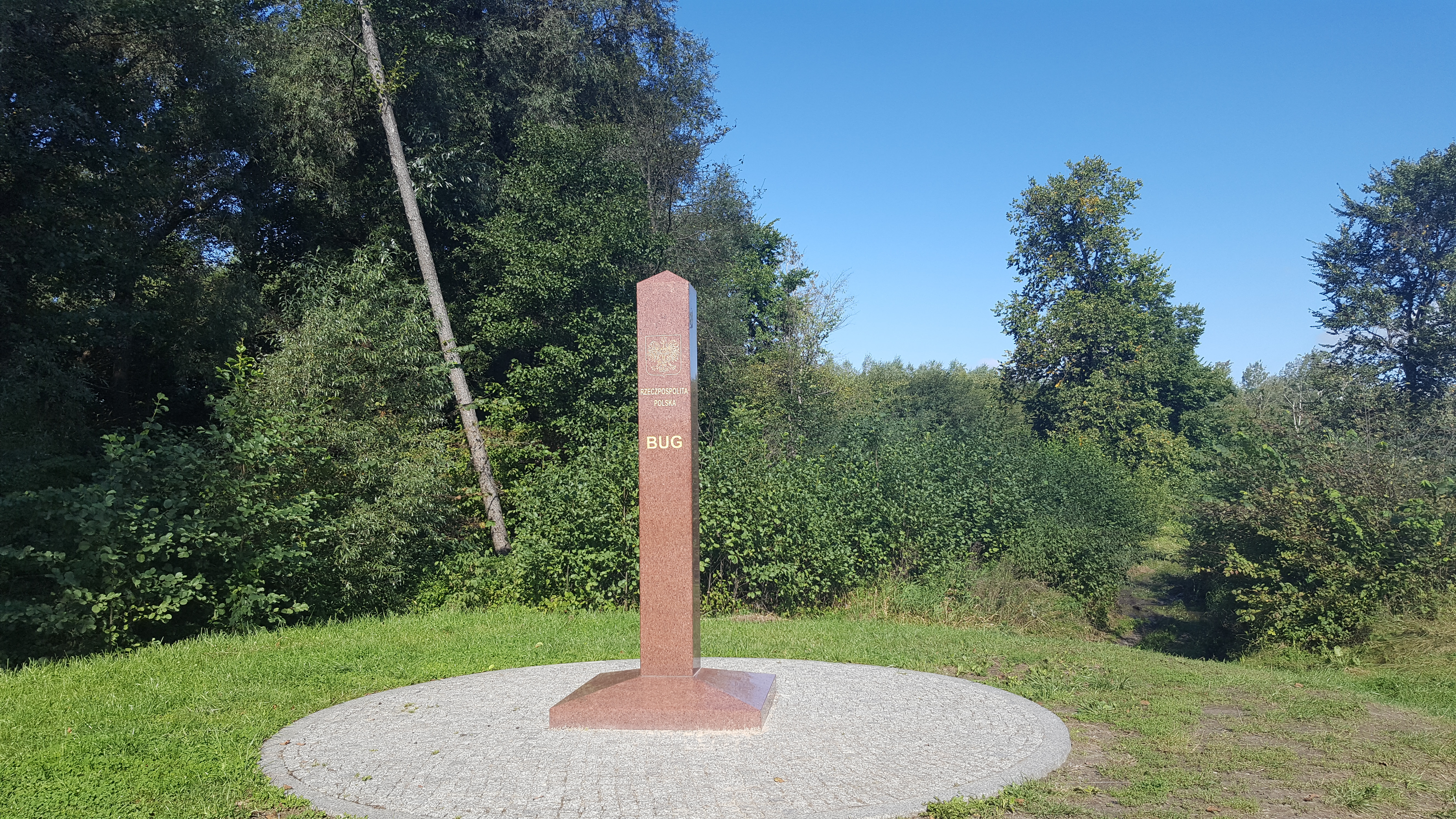
Granica polsko-białoruska, trójstyk RP, RB, UA (wrzesień 2020)

1. Placówką Straży Granicznej w Dołhobrodach: włącznie znak graniczny nr 025, wyłącznie Kolonia Różanka, Korolówka, PGR Korolówka, Żuków, wyłącznie Konstantyn, dalej granicą gmin Włodawa i Wyryki, Hanna i Wyryki, Sosnówka i Wyryki, Podedwórze i Wyryki
2. Placówką Straży Granicznej w Zbereżu: wyłącznie znak graniczny nr 1079, drogą polną do drogi Włodawa – Sobibór, skrzyżowanie drogi Włodawa – Sobibór z drogą za leśniczówką w miejscowości Dubnik, wyłącznie Żłobek, skrzyżowanie dróg Włodawa – Chełm – Żłobek, skrzyżowanie dróg Włodawa – Chełm – Tarasiuki, dalej granicą gmin Wyryki i Włodawa, Wyryki i Hańsk, Stary Brus i Hańsk, Stary Brus i Urszulin.
3. Placówką Straży Granicznej w Lublinie: granicą gmin Stary Brus i Sosnowica.
4. Placówką Straży Granicznej w Białej Podlaskiej: granicą gmin Stary Brus i Dębowa Kłoda, Wyryki i Dębowa Kłoda

- Poza strefą nadgraniczną obejmuje z powiatu włodawskiego gmina: Stary Brus

Stan z 30 grudnia 2014
Obszar służbowej działalności Placówki SG we Włodawie znajdował się w obrębie części powiatu włodawskiego i obejmował: gminę miejską Włodawa, część gminy Włodawa oraz gminę Wyryki.
Stan z 1 sierpnia 2011
Całkowita długość ochranianej rzecznej granicy z Republiką Białorusi wynosiła 16,95 km:
- Od znaku granicznego nr 1147 do znaku granicznego nr 1123 (Na wysokości znaku granicznego nr 1123 stykały się granice: Polski, Białorusi i Ukrainy)[11].
- Linia rozgraniczenia z:

1. Placówką Straży Granicznej w Dołhobrodach: włącznie znak graniczny nr 1147, kol. Różanka, Korolówka, PGR Korolówka, dalej granicą gmin Hanna i Sosnówka oraz Włodawa i Wyryki.
2. Placówką Straży Granicznej w Zbereżu: wyłącznie znak graniczny nr 1123, skrzyżowanie drogi Sobibór – Włodawa z linią kolejową, Tarasiuki, skrzyżowanie dróg Włodawa – Chełm – Tarasiuki, dalej granicą gmin Wyryki oraz Włodawa i Hańsk.

- Poza strefą nadgraniczną obejmował powiat lubartowski, z powiatu parczewskiego gmina Sosnowica, z powiatu włodawskiego gmina Stary Brus.

Stan z 16.09.2010
Placówka SG we Włodawie ochraniała ponad 17 km polsko-białoruskiej granicy państwowej, która jednocześnie jest zewnętrzną granicą strefy Schengen.

## Placówki sąsiednie
- Placówka SG w Dołhobrodach ⇔ Placówka SG w Zbereżu – 01.08.2011[10]
- Placówka SG w Dołhobrodach ⇔ Placówka SG w Zbereżu, Placówka SG w Lublinie, Placówka SG w Białej Podlaskiej – 01.09.2021[9].

## Komendanci placówki
- kpt. SG Piotr Dumicz (był 16.09.2010)[12]
- ppłk SG Janusz Wólczyński[13] (od 01.12.2016)[14] (był w 2015[11]–był 06.12.2016)[13]
- mjr SG Robert Kaper (był 02.11.2017)[15]
- mjr SG Jarosław Budzyński (był 01.12.2021)[8].

## Patron placówki
PSG we Włodawie kontynuuje tradycje Strażnicy SG we Włodawie, która 3 grudnia 1995 roku otrzymała imię żołnierza Korpusu Ochrony Pogranicza – gen. bryg. Nikodema Sulika. Podczas uroczystości nadania imienia, odsłonięto tablicę pamiątkową i dokonano otwarcia sali tradycji poświęconej patronowi strażnicy.